# Senya Blanca
La Senya Blanca, también conocido como el chalet de Josep Ensesa i Gubert, fue el primer chalet de la Urbanización de S’Agaró. Fue construido en 1924 por el arquitecto gerundense Rafael Masó i Valentí. Se encuentra en la calle Senya Blanca, número 5 de S’Agaró.
El nombre de Senya Blanca viene porque en el lugar donde está asentada (en el litoral de la Costa Brava) existía un muro blanco denominado por los pescadores de la zona como “la senya blanca” (en castellano seña blanca) ya que servía como un punto de referencia a la hora de navegar. El muro se derribó cuando se edificó el chalet.

## Historia
En 1923, el empresario gerundense Josep Ensesa i Gubert veraneaba en una casa alquilada en Estartit pero la obligación de compra que le hizo el propietario para seguir disfrutando de ella hizo que se recordara de unos terrenos que poseía su padre, Josep Ensesa i Pujadas (también empresario), junto a la playa de Sant Pol, playa que estaba ganando cada vez más fama.
En aquellos terrenos, Ensesa padre y el arquitecto Rafael Masó ya tenían en mente construir una urbanización desde 1916 pero por diversas razones, entre ellas la llegada de la I Guerra Mundial, el proyecto se truncó. Más adelante, Ensea i Pujadas, con la intención de dar un empujón al proyecto, prometió un solar gratuito al primero que se lanzara a construir. Su hijo, al topar con la situación de Estartit le tomó la palabra. Fue así como se inició la urbanización de S’Agaró y como se edificó la Senya Blanca, encargadas ambas a Rafael Masó, arquitecto que ya había trabajado para la familia en otras ocasiones, por ejemplo en la casa Ensesa y en la fábrica de harinas Montserrat de Gerona.
En julio de 1924 el chalet estaba acabado. El día 24 del mimo mes Ensesa durmió por primera vez a pesar de la falta de luz y agua corriente, las cuales no llegaron hasta 1925.

## Descripción según el diseño original de Rafael Masó
El chalet de los Ensesa se correspondía con la parcela número I del proyecto de la urbanización de S’Agaró de Rafael Masó. El solar limitaba con el Camino de Ronda, dentro de este, la casa estaba situada en la parte sur y tenía una de las fachadas encarada al mar. El resto del terreno estaba dedicado a jardines y otras dependencias como el garaje.

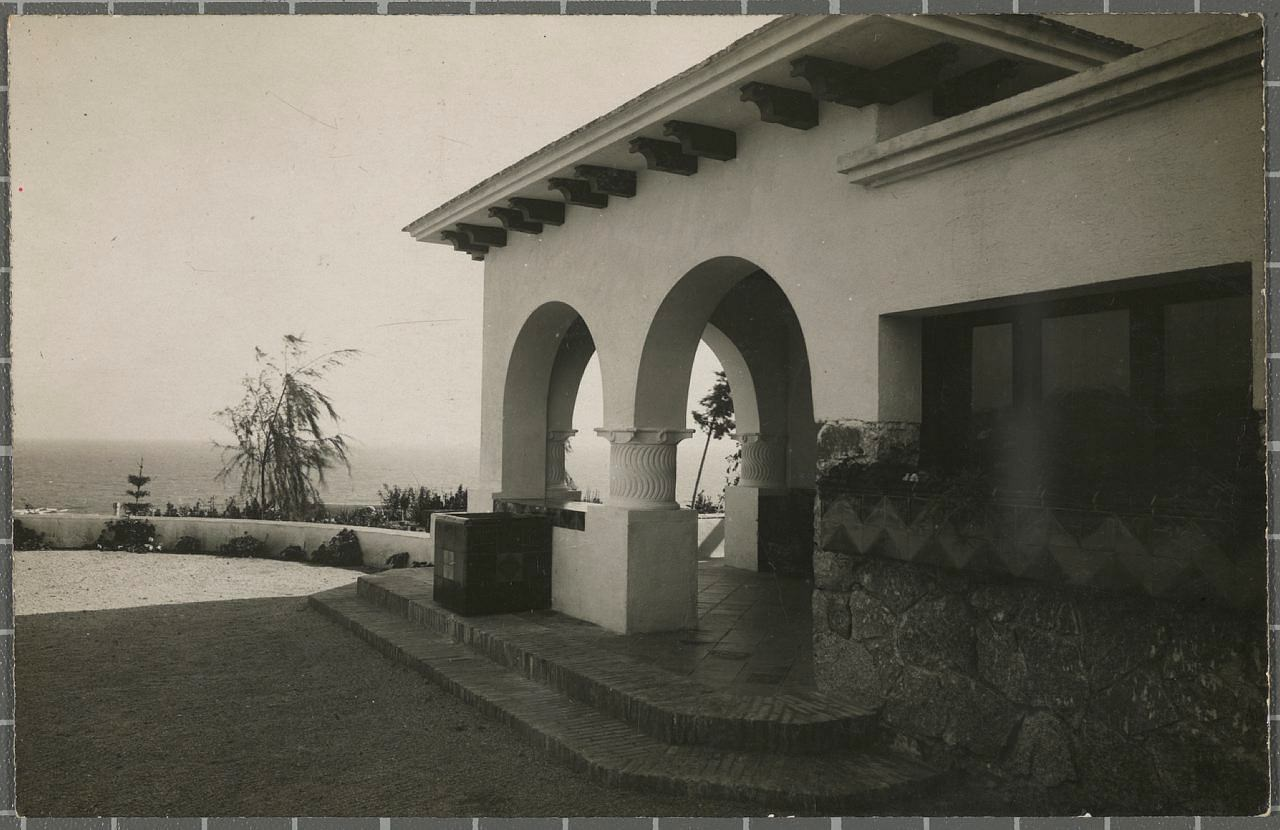
Porche de entrada

La Seña Blanca era una vivienda unifamiliar aislada de tres plantas (dos pisos y la buhardilla). La planta baja acogía un vestíbulo-escritorio, un comedor, un dormitorio, un baño, la cocina y un lavamanos a partir del cual se distribuían las otras estancias. Del piso principal no se tiene noticia pero seguramente tenía los dormitorios como era común en las residencias de verano de aquella época.

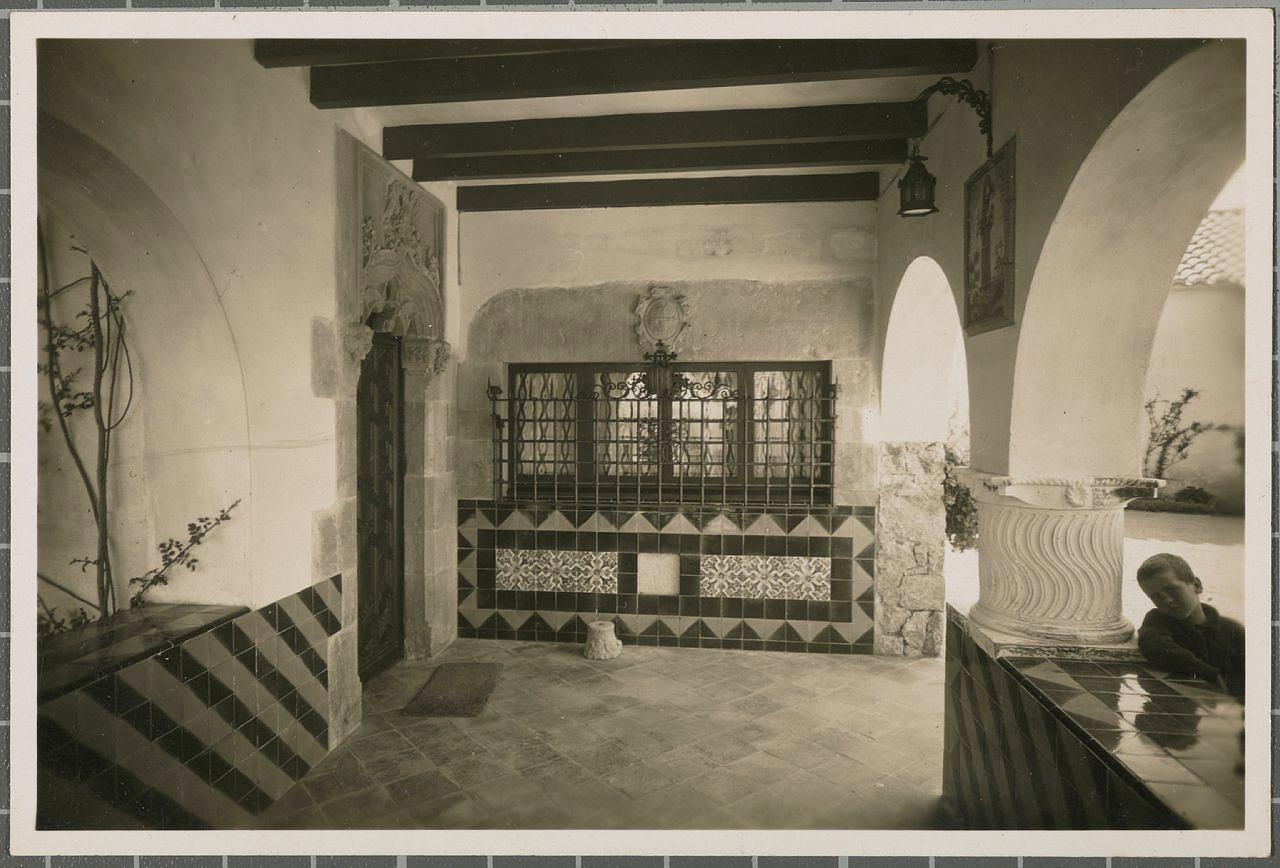
Interior del porche

El arquitecto hizo asentar la casa sobre un podio para salvar el desnivel de la finca, razón por la cual únicamente era visible en algunas de las fachas. El chalet estaba formado por un cuerpo principal de planta cuadrangular de mayor tamañazo y por otros más pequeños de carácter secundario que lo rodeaban; algunos de estos cuerpos eran cerrados y otros eran más abiertos como el caso del porche y las terrazas. Las cubiertas utilizaban la teja árabe y se adaptaban a la forma del edificio. La principal, la que cubría el cuerpo mayor, tenía cuatro vertientes y en el centro la chimenea. En la vertiente este había una mansarda que acogía el desván.
Como en todos los edificios de la urbanización, los muros eran blancos y estaban recorridos por un zócalo de piedra gris. También, como en el resto de residencias, todas las fachadas eran diferentes gracias al uso de distintas soluciones constructivas, a la distribución de estas y a su diversidad en formas y dimensiones. En el caso de la Senya Blanca, Masó utilizó diferentes tipos de vanos (aunque los más usados fueron los cuadrangulares y los de arco de medio punto), puertas y terrazas. Destacaba el porche de entrada, la terraza con pérgola, el mirador y la balconada sobre el mirador. Este tipo de soluciones (porches, zonas apergoladas, galerías y balcones) estuvieron muy presentes en casi todos los chalets de la urbanización aunque con diferentes diseños.

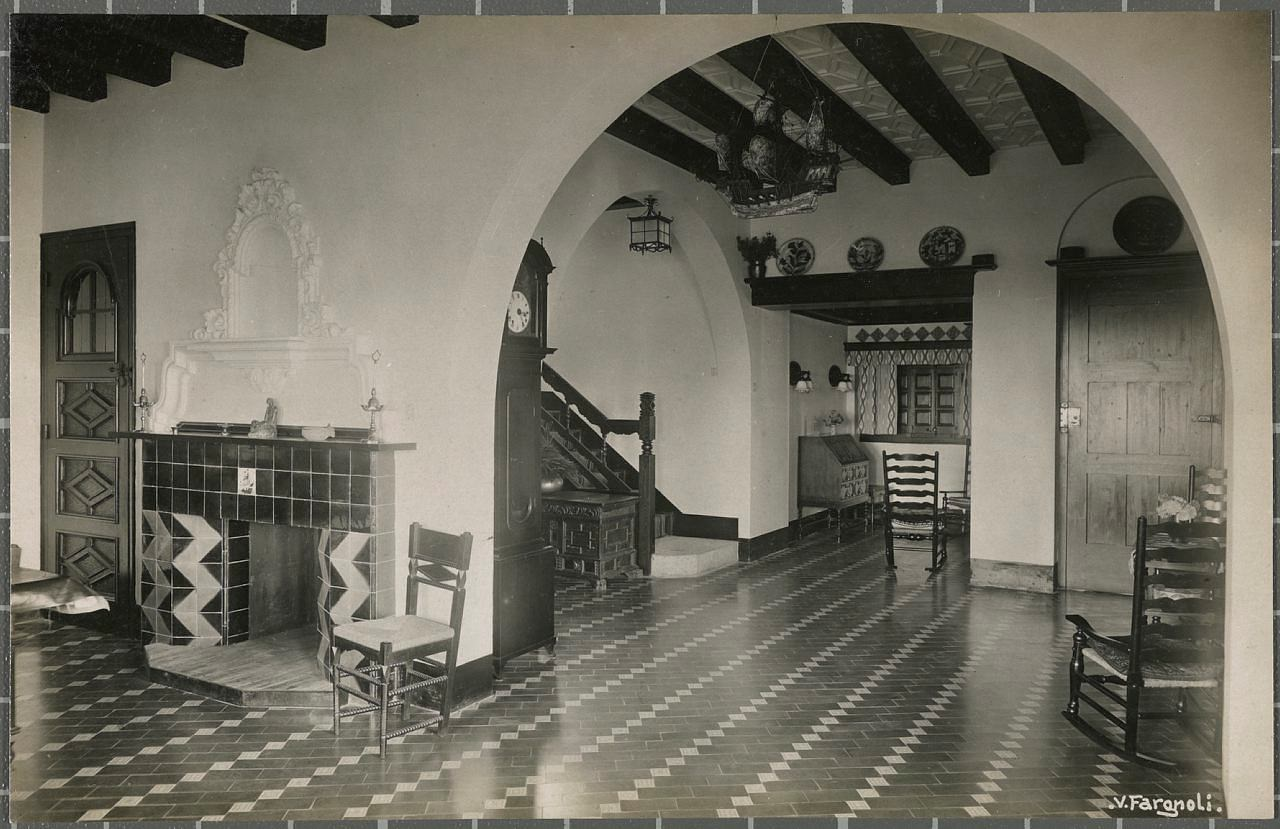
Interior, diseñado por Rafael Masó

Otra de las características que se repetía en relación con el resto de edificios del conjunto urbano era el uso de vanos procedentes de masías y casas rurales más antiguas. La mayoría estaban enmarcados por sillares de piedra. En la Senay Blanca, de los vanos que fueron aprovechados, destacaban la ventana superior de la fachada este, el marco de la puerta de entrada a la vivienda y la ventana interior del porche. Todas ellas presentaban marcos de piedra. La ventana superior este y la puerta de entrada remataban en arcos conopiales que recordaban a la estética renacentista.

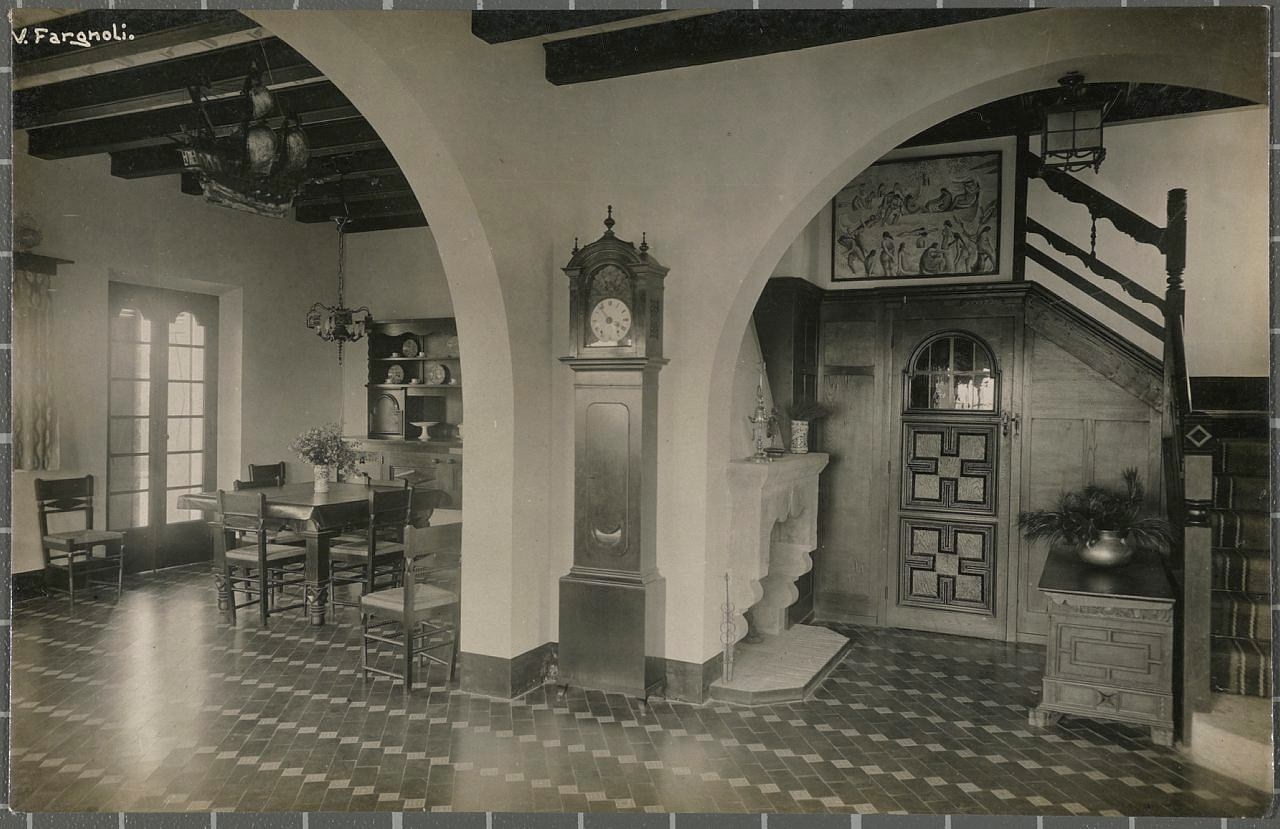
Vestíbulo

Respecto a la decoración exterior, sobre todo se basaba en la utilización de cerámica y algunos motivos decorativos como los rombos en relieve de algunas contraventanas, algunas líneas de imposta o el pequeño frontón que había sobre la cubierta del porche. En relación con la cerámica, sobre todo se utilizaron azulejos verdes y amarillos combinados de diferentes maneras: formando líneas diagonales (en el interior del porche), rombos (en los capiteles de la pérgola de la terraza), zigzags (en la jardinera que recorre las ventanas de la fachada norte), etc. El uso de diversos materiales en el exterior del chalet también ayudaba a la decoración ya que se creaban juegos de colores y texturas que contrastaban entre sí. Un ejemplo de gran belleza de estas características era el porche que daba acceso a la vivienda donde se mezclaba la cerámica negra y la vidriada, el hierro, la piedra, la madera, la obra vista, etc. El porche era de planta rectangular y los vanos y accesos eran arcos de medio punto apoyados en columnas de cerámica negra decoradas con estrígilos. Aparte de las columnas de los arcos, la cerámica también estaba presente en los antepechos (azulejos verdes y amarillos), en los zócalos y en dos murales en el interior, uno de temática floral envuelto con un marco de azulejos verdes y amarillos y otro que representaba un santo. El hierro se encontraba en el farolillo que iluminaba el interior y en la rejería de una de las ventanas de la casa que daba al porche. La madera estaba en las vigas del techo y en la puerta de entrada a la vivienda, la cual estaba decorada en relieve con unas lacerías geométricas que recordaban a las del arte musulmán. La piedra se podía ver en los marcos de la puerta de la vivienda y de la ventana de la reja. El ladrillo en la parte visible del podio donde en el que se apoyaba la casa y en las escaleras que comunicaban el porche con los jardines. Las baldosas de terraza se encontraba en el suelo y estaban colocadas en cartabón. Y por último, la cubierta era de teja árabe y formaba un alero que se apoyaba en los remates de las vigas del interior del techo.

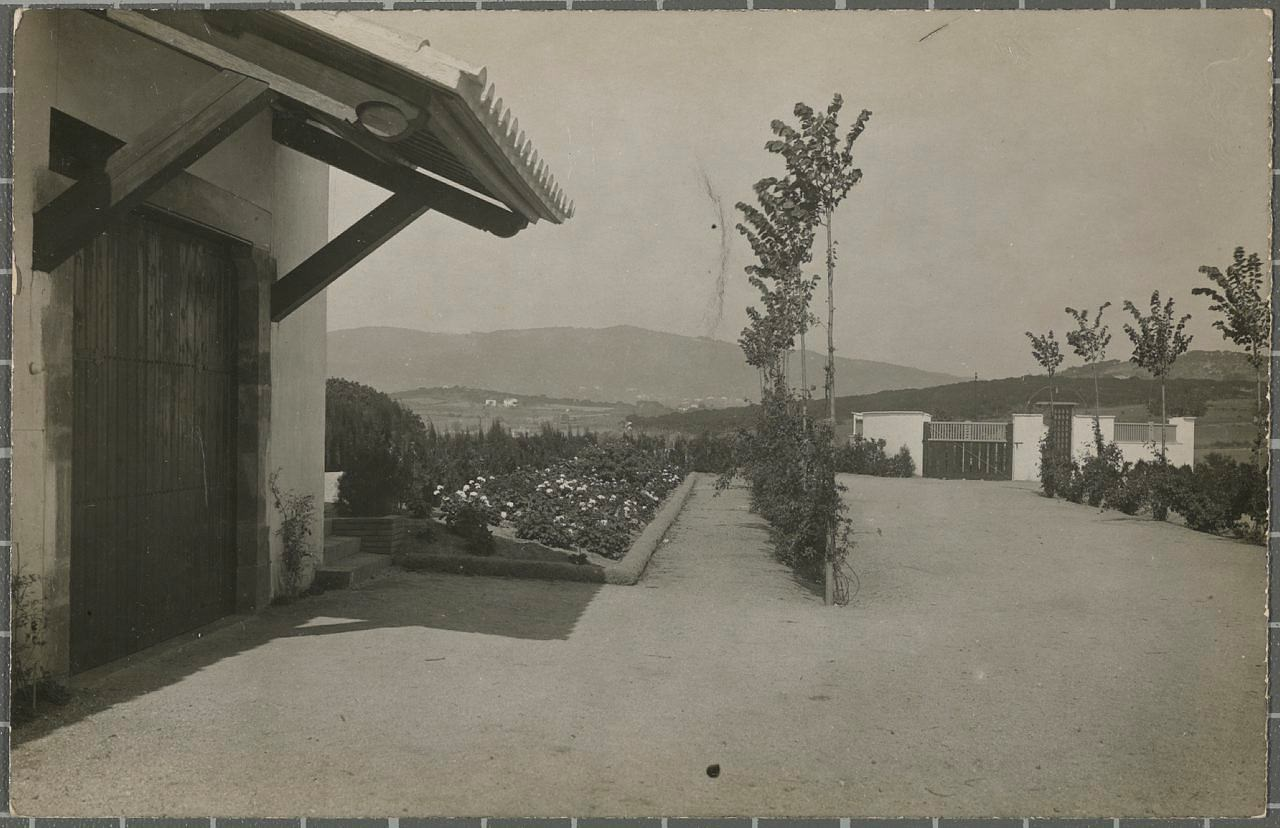
Entradas de la finca y garaje

Rafael Masó también diseñó todo el interior del chalet, desde la distribución de las habitaciones hasta los muebles, puertas, pavimentos, techos…, aunque únicamente se tiene noticia de cómo eran el vestíbulo y el comedor. En estas dos estancias el suelo era de azulejos hidráulicos donde se alternaban líneas verticales claras con líneas más anchas de color oscuro. El techo se apoyaba en vigas de madera entre las cuales se intercalaban casetones decorados con un rombo. Con respecto al resto, destacaba el uso de la madera tanto en los muebles, ventanas y puertas como en otros detalles como por ejemplo en las paredes del vestíbulo (forradas con planchas de madera), en la barandilla de la escalera o en el reloj del recibidor. Los motivos decorativos más repetidos en los muebles fueron los rombos y los anillos torneados (muy típicos en los muebles de Masó) que seguían diferentes formas y ritmos de repetición. Masó también utilizó la cerámica verde y amarilla en el interior, en este caso en una de las chimeneas (la del comedor) donde los azulejos dibujaban líneas en zigzag. La chimenea del hall era de piedra moldurada y es muy posible que perteneciera a una masía.

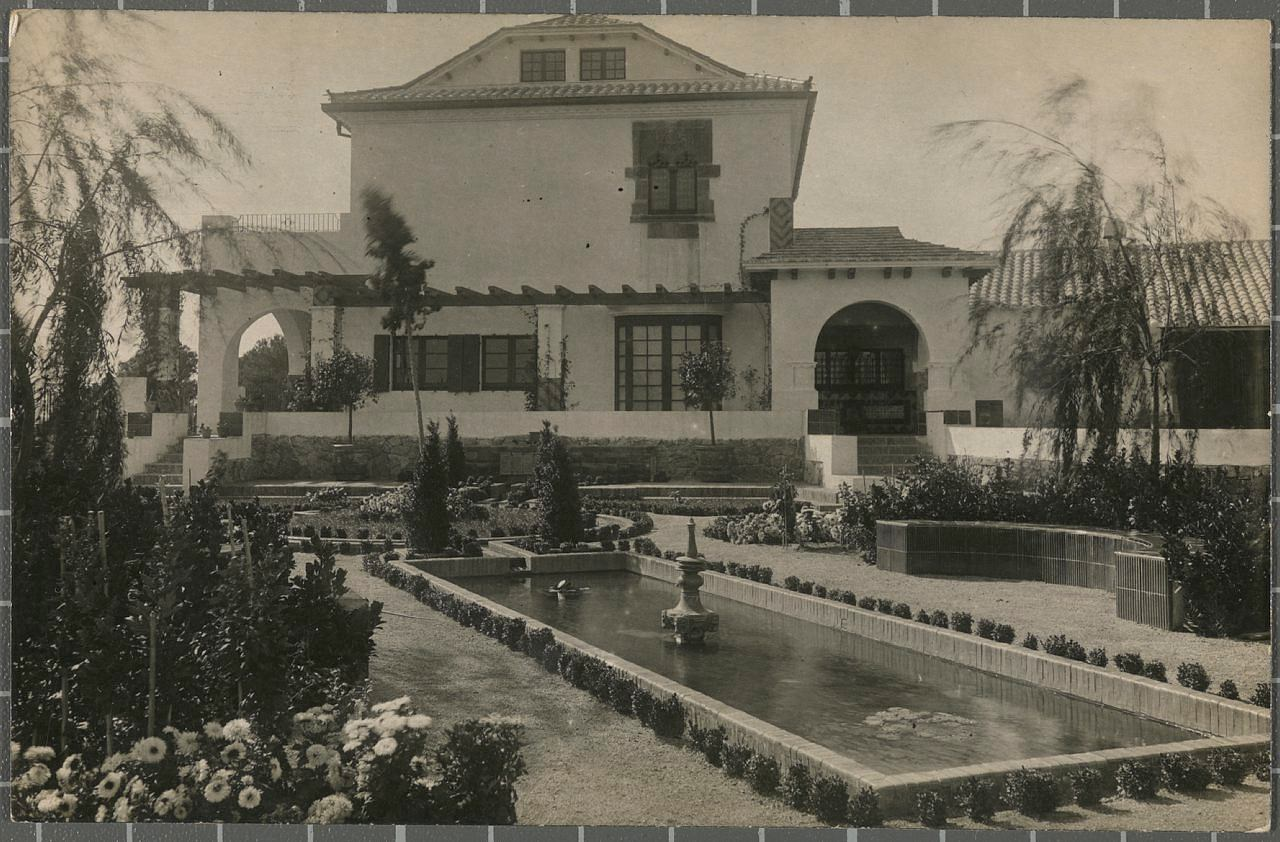
Fachada este y primitivos jardines

El pabellón que está adosado al chalet también fue diseñado por Masó. En un principio fue concebido solo como garaje y como un edificio aislado, sin embargo acabó unido a la casa y además de ser la cochera también se adaptó como vivienda para el servicio (se dotó de comedor, cocina, una habitación, etc.). El pabellón tenía una cubierta a dos aguas y los muros blancos. La puerta de los vehículos era adintelada, estaba enmarcada por sillares de piedra y sobre ella el tejado sobresalía en forma de un alero muy volado. Junto a la puerta había un vano de arco conopial de piedra que seguramente provenía de una antigua casa rural.

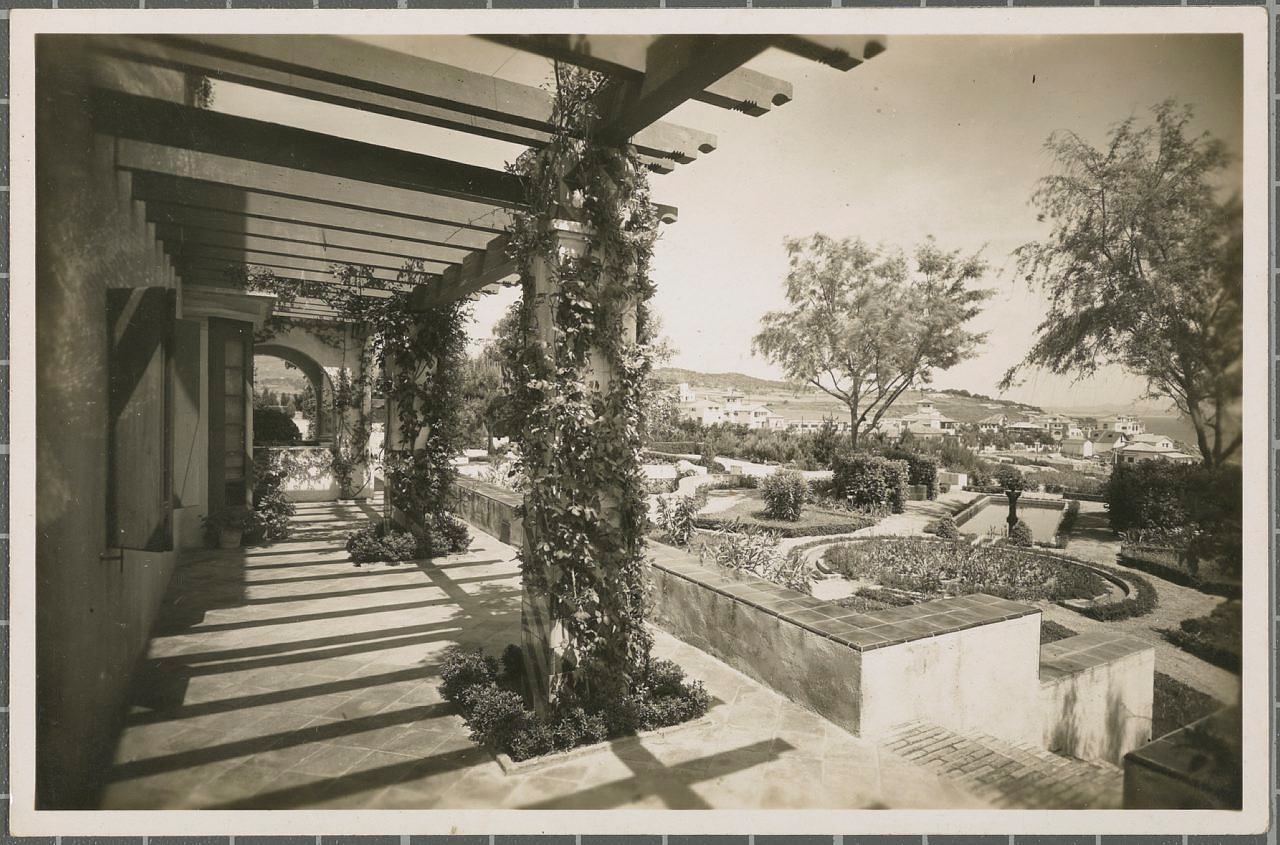
Terraza con pérgola

El jardín principal se situaba de manera oblicua enfrente de la fachada este. Seguía un eje de simetría marcado por un estanque rectangular al final del cual había una rotonda. Ambos espacios (el estanque y la rotonda) estaban envueltos de paseos que en la zona de la rotonda se disponían en forma de radios. Escaleras de obra vista, vegetación autóctona, fuentes, baldosas de cerámica… eran el resto de los componentes del jardín. Destacaban dos bancos semicirculares recubiertos de cerámica estriada y que estaban colocados a un lado y al otro del estanque.
La cerca de la parcela también fue obra de Rafael Masó. Estaba formada por la tapia y dos puertas, una para destinada a coches y la otra a personas. El diseño de ambas era diferente. La pequeña era de madera y formaba una retícula. Estaba rematada con un arco de hierro del cual colgaba un farolillo. La puerta grande, también de madera, estaba construida a base de listones verticales amplios aunque en la parte superior de estos era más estrechos y numerosos. La tapia era un muro alto que se remataba con una reja que seguía el mismo diseño que la parte superior de la puerta para vehículos.
La Senya Blanca es uno de los ejemplos, dentro de las obras de Rafael Masó, que demuestran la mentalidad novecentista del arquitecto. Esta corriente artística defendía el concepto del artista global, concepto que llevaba a los artistas a encargarse de todos los detalles que intervenían en la obra; el hecho de que Masó se encargara de todos los aspectos relacionados con el chalet lo relacionan directamente con el movimiento. Así el arquitecto no solo diseñó la vivienda, sino el garaje, los jardines, la verja de la parcela, los interiores del edificio, los muebles, etc.

## El chalet en la actualidad
La Senya Blanca se conserva en buen estado aunque ha pasado por algunas reformas, algunas incluso realizadas por el propio Rafael Masó. Pese a las reformas, ha mantenido una apariencia muy parecida a la original.
Una de las partes más reformadas fue la fachada norte que fue modificada por Masó. En un principio, en esta fachada únicamente se había construido el porche en una de las esquinas y una estructura ajardinada en la otra. Más tarde, Masó sustituyó la estructura por un habitáculo de apariencia similar a la del porche, aunque este solo presentaba una puerta y una ventana (era una habitación cerrada). Finalmente, el arquitecto cerró el área que había entre el pórtico y el habitáculo. Los dos cuerpos pasaron a formar un único cuerpo aunque articulado de tres maneras diferentes. El porche presentaba arcos de medio punto; el espacio central, tres ventanas rectangulares recorridas por una jardinera con decoración cerámica verde y amarilla en zigzag, y el habitáculo presentaba una puerta de medio punto y un ventanuco.
Otra de las reformas fue realizada en 1949 por Francesc Folguera, arquitecto que continuó con los trabajos de S’Agaró cuando Rafael Masó falleció. Folguera fue el autor de la logia brunelleschiana que actualmente presenta el jardín y que se ha acabado convirtiendo en una seña de identidad del chalet.
Por último, el mirador que hay en la fachada sur y la terraza apergolada también han sido modificadas. La remodelación consistió en ampliar la superficie del suelo de ambos. Delante del mirador se abrió un nuevo espacio a la misma altura y se eliminaron las barandillas de los antepechos de los arcos que lo cerraban para así conectar los dos espacios. En el caso de la terraza con la ampliación del suelo se eliminaron las dos escaleras que daban acceso al jardín y un murete que delimitaba la zona emparrada. Es muy probable que esta reforma fuera la que hizo que los jardines diseñados por Masó desaparecieran a favor de otros diferentes.
El chalet continúa perteneciendo a la familia Ensesa.